# Сивас (фильм)
Сивас (тур. Sivas) — турецкий фильм 2014 года.

## Сюжет
Главный герой — 11-летний мальчик по имени Аслан. Однажды он находит собаку по кличке Сивас. Сивас участвовал в собачьих боях, но проиграл, получив тяжёлые ранения. Хозяева Сиваса, решив, что он всё равно умрёт, бросают его. Аслан замечает, что собака ещё жива и благодаря ему Сивас выживает. Аслан забирает Сиваса, но судьба готовит им новые испытания.

## Критика
Фильм был отправлен от Турции на Оскар, но не вошёл в шортлист. Также выдвигался на «Золотой глобус».
«Сивас» демонстрировался на Московском международном кинофестивале, на кинофестивале Абу-Даби, а также на ежегодном фестивале турецкого кино.
По мнению Нины Роте из The Huffington Post, фильм испытал влияние романа Орхана Памука «Снег».

### Награды
- Премия в номинации «Лучшая мужская роль»[9], а также специальный приз жюри[15] Венецианского кинофестиваля;
- Фильм удостоился особого упоминания на XI Ереванском кинофестивале «Золотой абрикос» (2015).